# 사랑과 야망 (2006년 드라마)
《사랑과 야망》은 2006년 2월 4일부터 2006년 11월 12일까지 방영된 SBS 주말 특별기획 드라마이며 원래 SBS 프로덕션에서 외주제작할 예정이었으나 연출자 곽영범 PD가 SBS 프로덕션에 사표를 제출한 뒤 새롭게 설립한 수&영 프로덕션으로 자리를 옮기는 바람에 이 회사로 외주제작사가 변경됐다.

## 개요
1987년에 방송된 동명의 드라마 <사랑과 야망>을 당시 극본과 연출을 맡았던 김수현 작가, 곽영범 PD가 리메이크한 작품이다.
오프닝 영상에서는 2006 사랑과 야망으로 표시되었다. 원작과 비교해서 시대 배경은 60년대부터 80년대까지에서 90년대로 확장되었고, 결말은 애증에서 화해로 바뀌었다.

## 기획 의도
1960년 1월부터 1990년대 중반까지 걸쳐서 그려질 한 집안의 가족사를 담은 드라마

## 등장 인물

### 주요 인물
- 조민기 : 박태준 역 - 삼남매 중 장남
- 한고은 : 김미자(김미희) 역 - 태준의 첫사랑, 배우
- 이훈 : 박태수 역 - 삼남매 중 차남
- 이민영 : 오은환 역 - 과수원집 딸, 태수의 후처

### 그 외 인물
- 정애리 : 어머니 역 - 삼남매의 어머니
- 이경실 : 파주댁 역 - 동네 막걸리집 주모
- 추상미 : 변정자 역 - 태수의 전처
- 전노민 : 장홍조 역 - 태준의 친구, 선희의 남편, 의사
- 이유리 : 박선희 역 - 삼남매 중 막내, 소아마비
- 이승연 : 송혜주 역 - 혜영의 동생, 미자를 발탁
- 하유미 : 송혜영 역 - 혜주의 언니, 레스토랑 경영
- 이원종 : 조동탁 역 - 정자의 두 번째 남편, 난봉꾼
- 선우재덕 : 김성진 역 - 미자의 첫 번째 남편, 감독(심장마비,하차)
- 김나운 : 명자 역 - 태준 어머니의 수양딸
- 윤해영 : 최재은 역 - 이혼한 태준의 새 연인
- 정재순 : 혜주, 혜영의 이모 역 - 인테리어
- 양재성 : 은환 아버지 역 - 과수원 경영
- 한인수 : 홍조 아버지 역 - 내과 의사
- 맹상훈 : 미자 아버지 역 - 주정뱅이
- 박준금 : 홍조 새어머니 역
- 이도련 : 아버지 역 - 삼남매의 아버지, 방앗간 주인(낚시터에서 자살을 하고 사망, 하차)
- 유승봉 : 정자 아버지 역 - 전당포 집 주인
- 조은덕 : 정자 어머니 역
- 최준용 : 고동철 역 - 양조장집 주인(5회에서 태수에게 폭행을 당하고 6회에서는 병원까지 신세지게 됨. 하차)
- 윤용현 : 고동철의 부하 역(태수에게 폭행을 동철과 똑같이 당함. 하차)
- 윤기원 : 오성균 역 - 태수의 친구
- 김호영 : 회장 역 - 태준의 회사 회장
- 차광수 : 라신일 역 - 혜영의 남편
- 서민정 : 장세미 역 - 홍조의 이복동생
- 남승민 : 김두식 역 - 태준의 대학후배
- 이승형 : 월부책 외판원 역 - 정자의 불륜남
- 이슬비 : 유리 역 - 혜주의 숨겨진 딸
- 이철민
- 이은철
- 박형준
- 김하균
- 서혜린
- 이병준 : 신 전무 역
- 이정성 : 임 실장 역

### 자녀들
- 이디엘 → 노민우 → 이승엽 → 김태진 → 김우현 : 박훈 역 - 태수와 정자의 아들
- 양영민 → 김란영 → 정효은 → 김원희 → 김정민 : 박수경 역 - 태수와 정자의 딸
- 이상인 : 지현정 역 - 훈의 아내
- 이도일 → 이민호 → 안용준 : 박상우 역 - 태준과 미자의 아들
- 김지태 → 서대한 → 장기범 : 박현 역 - 태수와 은환의 외아들
- 강빛 → 김학준 → 이홍규 : 장요섭 역 - 홍조와 선희의 아들
- 박한나 → 배나연 → 강초희 : 장미나 역 - 홍조와 선희의 딸
- 이지환 : 박승민 역 - 훈과 현정의 아들

### 성우
- 홍승옥

## 시청률
초반에는 10% 초반대의 시청률에 머물렀으나 중반 이후 20% 이상의 시청률을 유지하였고, 마지막회에는 자체 최고 시청률인 27.3%(AGB 닐슨)를 기록하며 종영하였다.

## 결방 및 연속 방영

### 결방
- 2006년 6월 3일 : 뉴스 특보 편성으로 인해 결방
- 2006년 6월 4일 : 2006년 FIFA 월드컵 승리기원 특집 <신화는 계속된다> 편성으로 인해 결방
- 2006년 6월 10일 : 2006년 FIFA 월드컵 B조 예선 잉글랜드 : 파라과이 중계 편성으로 인해 결방
- 2006년 6월 18일 : 2006년 FIFA 월드컵 F조 예선 일본 : 크로아티아 중계 편성으로 인해 결방
- 2006년 10월 7일 : 추석 특선영화 <투사부일체> 편성으로 인해 결방

### 연속 방영
- 2006년 6월 11일 : 36회, 37회분 연속 방영
- 2006년 6월 17일 : 38회, 39회분 연속 방영
- 2006년 10월 8일 : 70회, 71회분 연속 방영

## 연장
- 2006년 6월 16일 : 사랑과 야망 방영 분량이 50부작에서 31회 연장되어 81부작으로 변경 및 확정되었다.[4]

## 수상
- 2006년 SBS 연기대상 연속극 부문 남자 연기상 이훈
- 2006년 SBS 연기대상 연속극 부문 여자 연기상 추상미
- 2006년 SBS 연기대상 연속극 부문 남자 조연상 전노민
- 2006년 SBS 연기대상 눈물의 여왕상 이유리

## 참고 사항
- 심은하, 고소영, 김희선 등이 미자 역의 물망에 올랐으나, 심은하는 방송 복귀를 거부하였고, 고소영은 시대극과 이미지가 맞지 않아 제작진의 선택을 받지 못했으며, 김희선은 조건이 맞지 않아 출연 제의를 포기했다.[5]
- 아나운서 출신 연기자 임성민은 최재은 역의 후보에 올랐으나 최종 탈락하였다.[6]
- 허준호는 당초 정자의 두 번째 남편인 조봉진 역으로 출연 예정이었으나[7] 불발되었고, 한 달 뒤 태수를 돕는 사업가 역으로 중도 투입될 예정이었으나[8] 역시 불발되었다.
- 원작에서 태수 역을 맡았던 이덕화는 카메오 출연을 희망하였으나 드라마의 리얼리티를 위해 출연하지 않기로 결정하였다.[9]
- 정애리가 연기한 어머니 역은 대본 어디에서도 그 이름이 나오지 않았다.[10]
- 명자(김나운) 역은 원작에는 없었던 인물로 리메이크 작에서 새롭게 탄생된 캐릭터이다.[11]
- 태수 역의 이훈과 극 중 태수의 아들의 이름이 박훈으로 같아 촬영장에서 쓰는 호칭에 혼선을 빚었다.[12]
- 두식 역의 남승민의 아버지는 원작에서 태준 역을 맡았던 남성훈이다. 또한, 김호영은 원작에서는 김성진 역, 리메이크작에서는 회장 역을 맡았는데, 유일하게 원작과 리메이크작에 모두 출연한 연기자이다.[13]
- 리메이크작 배우들의 연기가 원작 배우들의 연기에 미치지 못한다는 평이 있었다.[2]
- 우은환 역의 이민영은 해당 드라마 종영 후 담당 PD 곽영범의 둘째 아들 이찬(본명 곽현식)과 결혼하였다.[14]
- 2010년 5월 28일, 김수현 작가는 자신의 트위터에서 미자의 근황에 대하여 "미자는 외로워하며 늙어가고 있겠죠. 아마 그럴 거에요."라고 말했으며 해당 작품 방영 당시 SBS는 2003년 10월 10기 이후[15] 공채 탤런트 제도를 잠정 폐지한 상태였고 해당 작품 방송 당시 이일화(2기)[16] 를 비롯한 몇몇 공채 출신 배우들이 타방송사-영화-CF 등으로 흩어졌거나 탤런트 활동을 잠정 중단하기도 했다.

## 같이 보기
- 《사랑과 야망》 (원작, 1987년 MBC에서 방영)